# Seimone Augustus
Seimone Augustus (* 30. April 1984 in  Baton Rouge, Louisiana, Vereinigte Staaten) ist eine ehemalige professionelle Basketball-Spielerin. Zuletzt spielte sie in der Saison 2020 für die Los Angeles Sparks in der Women’s National Basketball Association auf der Position des Shooting Guards.

## Karriere

### College
Seimone Augustus spielte als Shooting Guard für das Frauen-Basketballteam LSU Tigers der Louisiana State University. Augustus führte die Tigers dreimal in Folge ins Halbfinale der NCAA Division I Basketball Championship. Sie erzielte einen Durchschnitt von 19,3 Punkten, 5,2 Rebounds und 2 Assists (Vorlagen) pro Spiel in ihrer Collegezeit. Auch wenn sie mit den Tigers keinen Titel gewinnen konnte, gewann sie einige Auszeichnungen wie den Wooden Award und die Wade Trophy. Des Weiteren wurde sie zur Naismith College Player of the Year gewählt.

### Women’s National Basketball Association
Seimone Augustus wurde im WNBA Draft 2006 an erster Stelle von den Minnesota Lynx gewählt. In ihrer ersten Saison für die Lynx kam sie gleich auf einen Schnitt von 21,9 Punkten pro Spiel, außerdem wurde sie zum WNBA Rookie of the Year gewählt. In der Saison 2007 konnte sie ihren bereits ausgezeichneten Punkteschnitt auf 22,6 Punkte pro Spiel verbessern. Nur Lauren Jackson konnte diese Saison mit einem besseren Punkteschnitt beenden. Des Weiteren wurde sie zum zweiten Mal in Folge ins WNBA-All-Star-Team gewählt. Auch in den nächsten Saisons blieb sie dem Team aus Minnesota treu. Obwohl ihre statistischen Werte nicht mehr ganz das Niveau der ersten beiden Saisons erreichten, zählte sie weiterhin in jedem Spiel, das sie bestritt, zur Startformation des Teams. Verletzungsbedingt musste sie aber wiederholt für einige Spiele pausieren. Trotzdem war sie ein wichtiger Teil im Team der Lynx, die in dieser Zeit sechsmal die WNBA-Finals erreichten und 2011, 2013, 2015 und 2017 den Titel holen konnten. Beim ersten Titelgewinn 2011 wurde sie dabei als beste Spielerin der Finalserie geehrt.
Nachdem einige Spielerinnen der Lynx nach dem vierten Titelgewinn 2018 nicht mehr für das Team antraten, blieb Augustus in Minnesota. Nachdem sie 2018 noch zu den Stützen des Teams zählte und regelmäßig in der Startformation stand, reduzierten sich 2019 die Einsatzzeiten und erstmals stand sie bei Spielen, die sie für die Lynx bestritt, nicht in der Startformation. Die Lynx scheiterten beide Male frühzeitig in den Playoffs. Zur Saison 2020 wechselte Augustus zu den Los Angeles Sparks, wo sie regelmäßig als Ergänzungsspielerin zum Einsatz kam, aber auch diese Saison endete für sie und ihr Team frühzeitig in den Playoffs. Nach der Saison 2020 beendete Augustus ihre Karriere als aktive Spielerin.
2021 wurde sie unter die 25 Greatest Players in WNBA History gewählt und 2024 sowohl in die Women’s Basketball Hall of Fame als auch in die Naismith Memorial Basketball Hall of Fame.

### Europa (2006 bis 2016)
Während der Saisonpause in der WNBA spielte Seimone Augustus wie viele WNBA-Spielerinnen regelmäßig für Vereine in Europa. Dabei war sie meist für Teams aus Russland aktiv, zuletzt für Dynamo Kursk.

### International
Auch mit dem Nationalteam war Seimone Augustus erfolgreich. Ihren ersten internationalen Titel gewann sie bereits 2003 bei Basketball-Weltmeisterschaften der Juniorinnen. Bei der Basketball-Weltmeisterschaft der Damen 2006 belegt sie mit dem US-Team den 3. Platz. Bei den Basketball-Amerikameisterschaft der Damen 2007 trug sie ihren Teil zu ihrem ersten Titelgewinn im Seniorenbereich bei. 2008 gewann sie bei den Olympischen Sommerspielen in Peking erstmals die olympische Goldmedaille. Diesen Olympiasieg konnte sie 2012 in London und 2016 in Rio de Janeiro mit der US-Nationalmannschaft wiederholen. Bei der Basketball-Weltmeisterschaft der Damen 2014 gewann sie mit dem US-Team ebenfalls den Titel.

## Privates
Von 2015 bis 2018 war Augustus mit LaTaya Varner verheiratet.